# Trauerrand

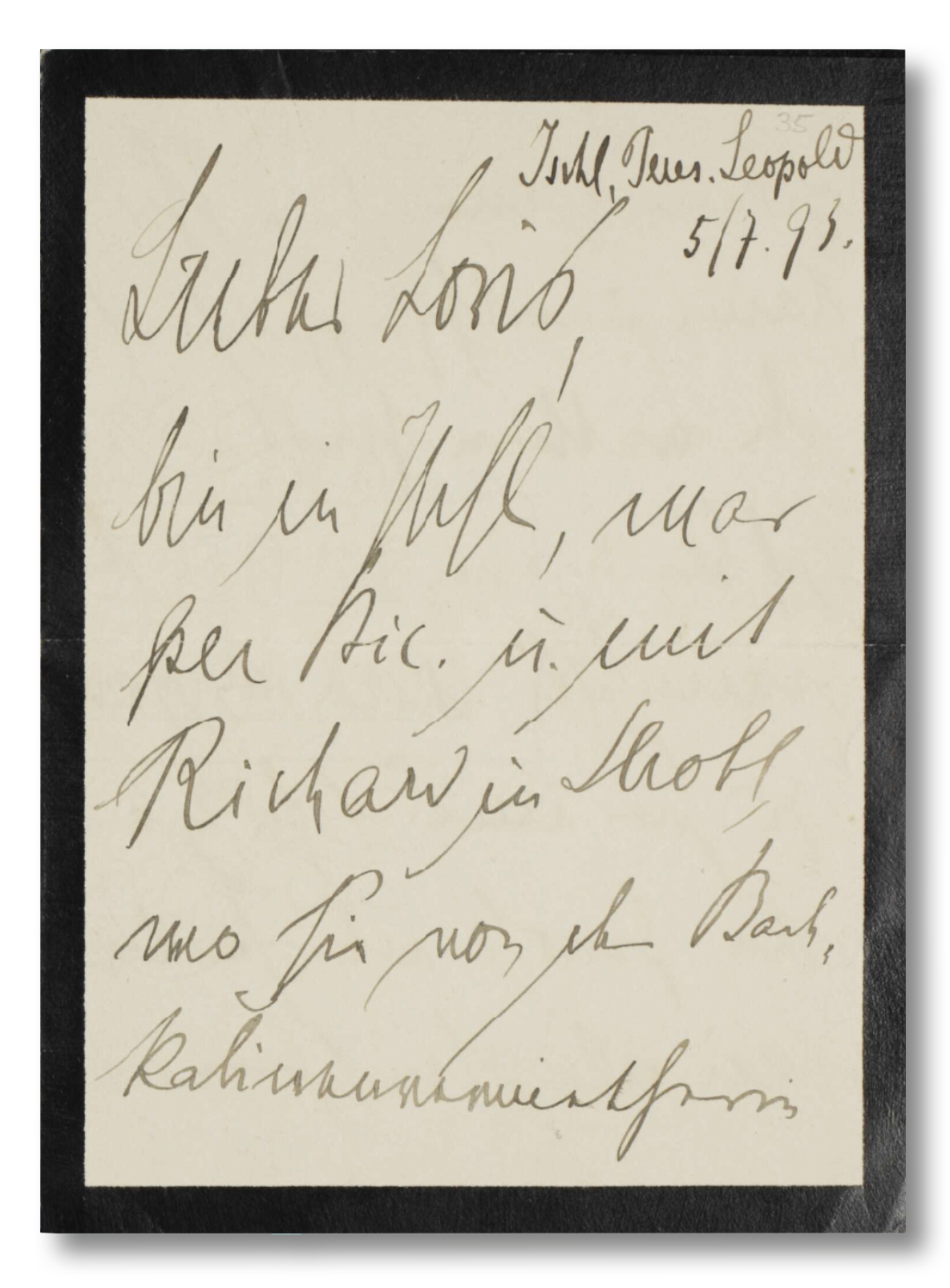
Brief von Arthur Schnitzler an Hugo von Hofmannsthal, 5. Juli 1893, zwei Monate nach dem Tod seines Vaters Johann Schnitzler

Ein Trauerrand (auch Trauerrahmen) ist ein schwarzer Rahmen, der bei Trauer für Drucksachen, insbesondere Briefpapier (auch Trauerpapier), Briefumschläge, Briefmarken (auch Trauermarken), Kondolenzschreiben, Todesanzeigen, Totenzettel, Visitenkarten oder Trauerkarten (österreichisch: Partezettel) sowie für Zeitungsseiten, Artikel oder Nachrufe verwendet wird. Früher wurde der Trauerrand auch für Taschentücher verwendet. Briefpapier und Briefumschläge mit Trauerrand wurden nicht nur für Kondolenzschreiben verwendet, sondern ersetzten während der Trauerzeit das Papier auch für andere Korrespondenz. Die Breite des Rands konnte entweder den Verwandtschaftsgrad oder die Zeit anzeigen, die seit dem Tod verstrichen war.

## Verwendung

### Drucksachen

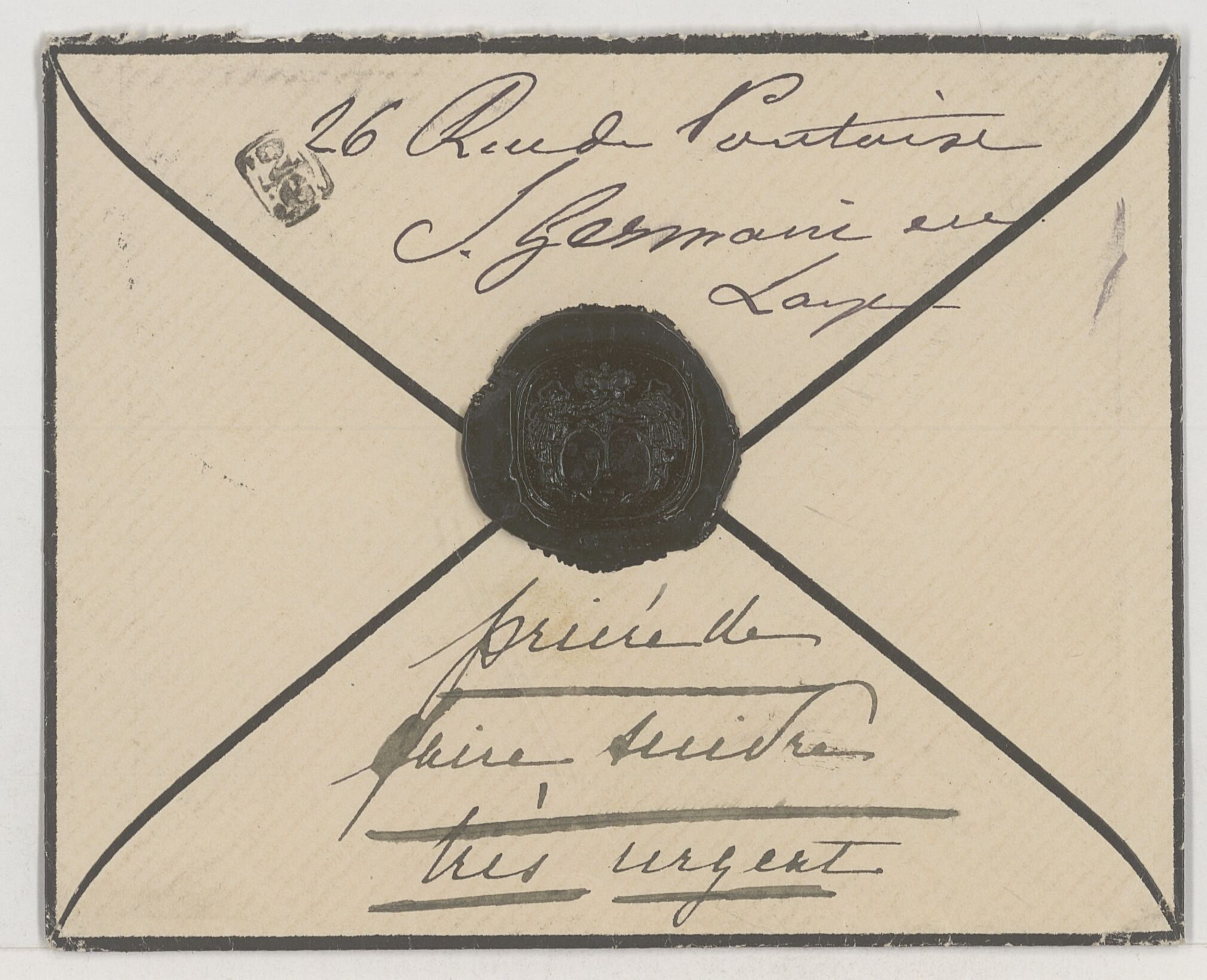
Briefumschlag mit Trauerrand und schwarzem Siegellack (Frankreich, spätes 19. Jahrhundert)

Im deutschen Sprachraum verwendete die kaiserliche Kanzlei erstmals gegen Ende des 17. Jahrhunderts Briefe mit Trauerrand. In Frankreich ist der Trauerrand (französisch: bordure de deuil, liseré de deuil) auf Briefpapier seit dem 18. Jahrhundert belegt. Das veraltete französische Wort pleureuse, wörtlich: „Klageweib“, ist von der Bezeichnung für einen Trauersaum abgeleitet.
Im 18. Jahrhundert sind schwarz umränderte Briefsachen außerdem in Holland und Italien belegt. Bis zum Aufkommen gummierter Briefumschläge in der zweiten Hälfte des 19. Jahrhunderts war es üblich, Trauerpost mit schwarzem Siegellack zu verschließen.
Zu Beginn des 20. Jahrhunderts lagen die deutschen Zentren der Herstellung von Trauerpost der Papierindustrie in Berlin, Leipzig und Düren. Es gab eigene Trauerrand-Maschinen, die Abteilung von Fabriken wurde als Trauerränderei bezeichnet. Zu Beginn des 21. Jahrhunderts gab es in Düren noch einige letzte Betriebe, in denen Ränder auf Trauerpost von Hand gestaltet wurden. Dies übernahmen sogenannte Trauerränderinnen. Die Ausbildung zur Trauerränderin wurde Anfang des 21. Jahrhunderts eingestellt.
Sogenannte Trauervisitenkarten mit schwarzem Rand kamen um 1850 auf.

### Zeitungen

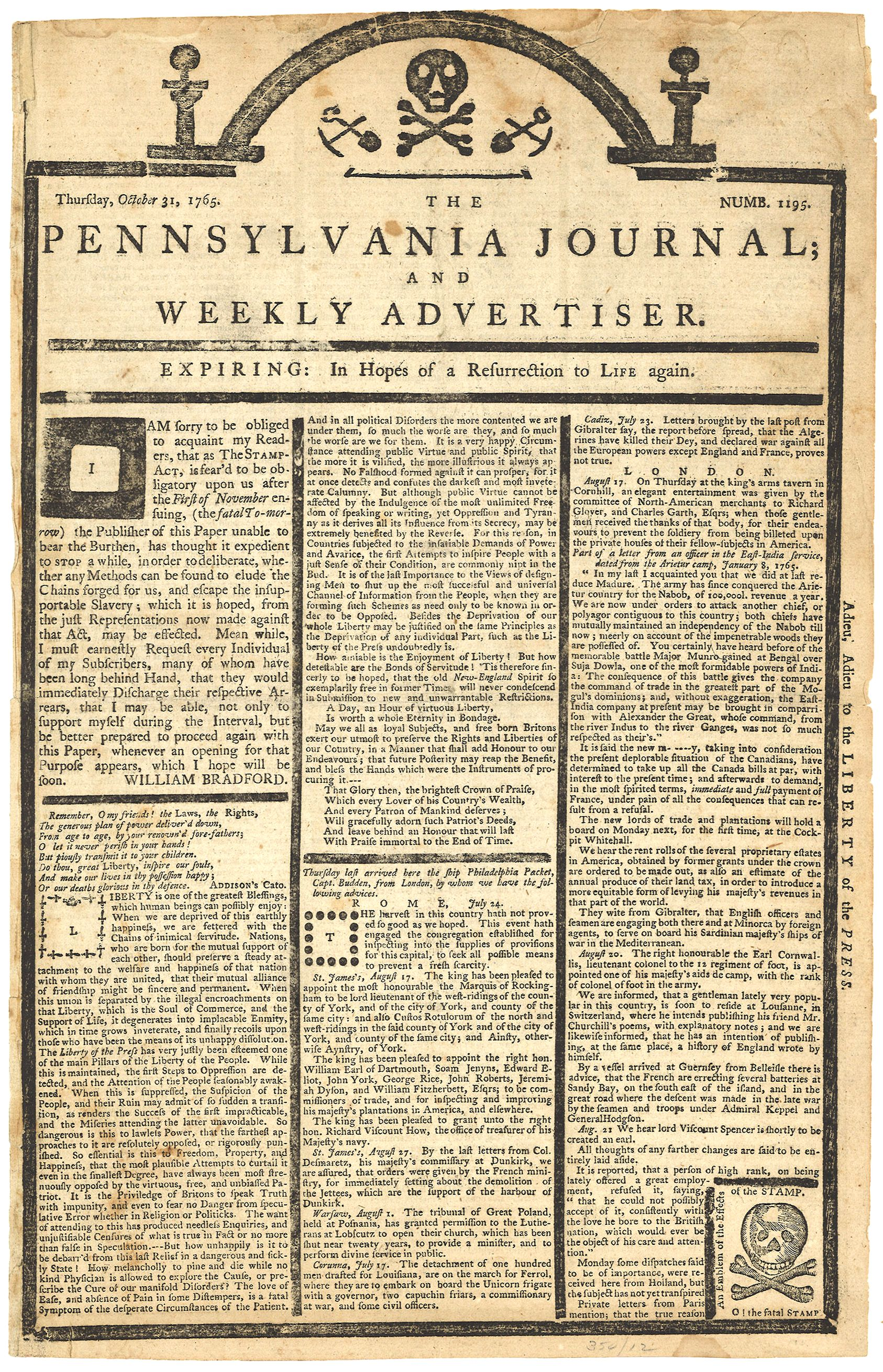
Zeitungsseite des Pennsylvania Journal mit Trauerrand aus Protest gegen den Stamp Act (1765)

Seit dem 18. Jahrhundert konnte der Trauerrand in Zeitungen nicht nur nach Todesfällen hochgestellter Personen verwendet werden, sondern auch, um Protest gegen ein politisches Ereignis auszudrücken. 1765 mussten mehrere Zeitungen in den nordamerikanischen Kolonien aufgrund des britischen Steuererlasses Stamp Act schließen. Die Zeitungen, die im Geschäft blieben, druckten Proteste in schwarzen Rändern, um gegen den Verlust der Meinungsfreiheit zu protestieren. Der Erlass wurde 1766 aufgehoben. 1956 erschien die Münchner Abendzeitung nach der Einführung der Allgemeinen Wehrpflicht mit Trauerrand.
Als im 18. Jahrhundert Todesanzeigen in deutschen Zeitungen aufkamen, wurde noch kein schwarzer Rand verwendet; dies wurde Mitte des 19. Jahrhunderts üblich.
Zum Gedenken an wichtige Persönlichkeiten, vor allem Monarchen, war es im 19. Jahrhundert üblich, dass Zeitungen ihre Seiten für eine gewisse Zeit mit Trauerrändern druckten. In der Londoner Times war Georg III. 1820 der erste Monarch, dem die Ehre nach seinem Tod am 31. Januar zuteilwurde. Bis zu seiner Beerdigung am 17. Februar hatten alle Ausgaben einen Trauerrand. Nach dem Tod von Victoria hatte nur eine Ausgabe einen Trauerrand, was bis zum Tod von Georg VI. so beibehalten wurde. Der Brauch war nur Mitgliedern des britischen Königshauses vorbehalten, sodass Winston Churchill nach seinem Tod trotz intensiver Berichterstattung keinen Trauerrand erhielt. Auch nach dem Tod von Königin Elisabeth II. behielt die Times den Brauch im Gegensatz zu anderen Zeitungen bei.
In Belgien war der Trauerrand im 19. Jahrhundert zwischen Todesfall und Beerdigung obligatorisch. In Bayern war es Ende des 19. Jahrhunderts für Zeitungen üblich, gut zwei Wochen mit Trauerrand zu erscheinen. Anfang des 20. Jahrhunderts waren nur noch direkt auf den Tod bezogene Artikel schwarz umrandet.
Nach dem Tod von Josef Stalin 1953 erschienen Zeitungen in den sozialistischen Staaten Europas mit Trauerrand. In der Sowjetunion war es in Zeitungen und Zeitschriften üblich, Namen Verstorbener in einem Trauerrahmen abzudrucken.

### Taschentücher

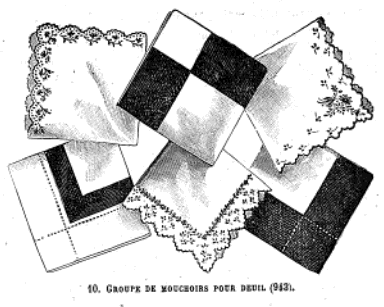
Batisttaschentücher für Volltrauer mit schwarzem Rand und für Halbtrauer mit gesticktem Rand, Le moniteur de la mode (1888)

Bis ins 20. Jahrhundert gehörten zur Trauerkleidung für Damen und Herren Stofftaschentücher mit einem Trauerrand. Bei den Trauertaschentüchern für Damen waren auch Umrandungen aus schwarzer Häkelspitze üblich. Laut Anleitungen aus dem Sezessionskrieg hatten Frauen Taschentücher mit schwarzem Rand zu tragen, dessen Breite nach der Volltrauer dünner sein konnte. Die Pariser Modezeitschrift Le moniteur de la mode präsentierte 1888 für Volltrauer Batisttaschentücher mit dickem Rand und für Halbtrauer Tücher mit festoniertem Rand.

## Breite
Die Breite des Trauerrands konnte entweder die Zeit seit dem Tod oder die Nähe der Verwandtschaft zur betrauerten Person anzeigen. Neben einfachen Trauerrändern gab es Ränder mit Verzierungen.

### Volltrauer und Halbtrauer
Im 19. Jahrhundert konnte die veränderliche Breite des Trauerrands (englisch: black border, black edge, black edging, manchmal auch mourning border) anzeigen, ob jemand Volltrauer (deep/strict mourning) oder Halbtrauer (second mourning, half-mourning) trug. In Frankreich empfahl ein Ratgeber 1871 für Volltrauer eine Breite von 8 bis 15, für Halbtrauer von 3 bis 4 mm. Vom französischen Schriftsteller Marcel Proust ist belegt, dass er nach dem auf den Tod seines Vaters Adrien Proust 1903 folgenden Jahr Papier mit dünnerem Rand verwendete. Ein US-amerikanischer Ratgeber empfahl 1921, dass man nach drei Monaten zu grauem Papier übergehen könne.

### Verwandtschaftsgrad

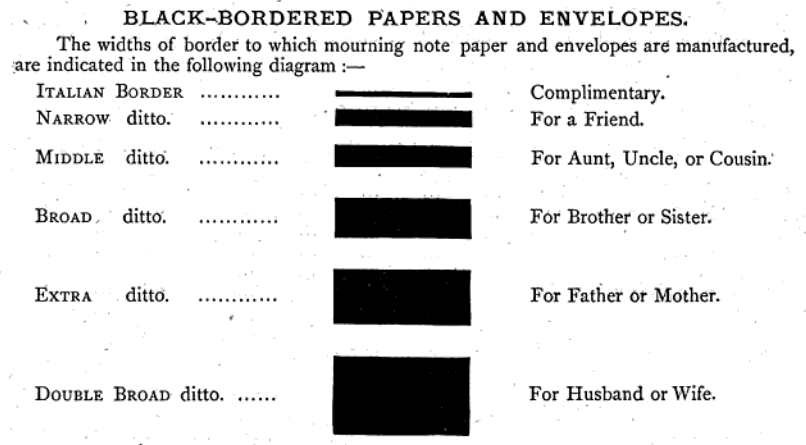
Anleitung zur Breite auf Papier und Umschlägen nach Verwandtschaft in Wyman’s Dictionary of Stationery (1875)

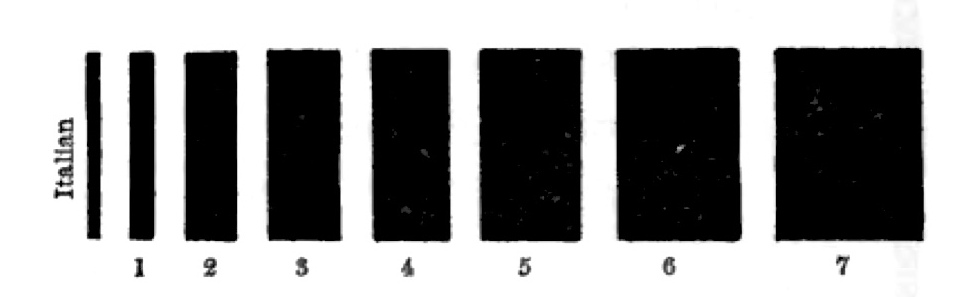
Sieben Randbreiten nach Jean Wilde Clark (1910)

Britische und deutsche Papierzeitschriften gaben Ende des 19. Jahrhunderts Anleitungen, in denen die Breite der Rahmen nach dem Grad der Verwandtschaft geordnet war und sechs Stufen hatte: doppelt breit nach dem Tod von Ehepartnern, sehr breit nach dem Tod von Eltern, breit nach dem Tod von Geschwistern, mittel nach dem Tod von Onkeln, Tanten oder Cousins, schmal nach dem Tod von Freunden und italienisch (am dünnsten) für Geschäftspartner oder gesellschaftlich hochgeachtete Personen. Ein US-amerikanisches Benimmbuch von Jean Wilde Clark, das sieben verschiedene Randbreiten zeigte, schrieb 1910, dass die Regeln nicht mehr so streng seien wie früher. Die Breite des Rands könne von der Verwandtschaft abhängen, sei aber auch eine Geschmacksfrage.
Die Bezeichnung „italienischer Rand“ (Italian border) wurde im American Stationer darauf zurückgeführt, dass der Brauch, auf Papier mit dünnem Rand zu schreiben, nach landläufiger Meinung Mitte des 18. Jahrhunderts aus Italien nach England gekommen sei. Dies sei jedoch nicht der Fall, bereits Joseph Addisons Komödie The Drummer erwähne 1716 Trauerpapier mit schwarzem Rand.
Ein britischer Ratgeber schrieb 1869, auch von Männern als Trauerflor getragene Hutbänder könnten je nach Nähe der Verwandtschaft variieren. The Ladies’ Home Journal gab 1898 an, Taschentücher von Witwen hätten einen Rand von einem Viertelzoll, alle anderen Trauernden verwendeten einen Achtelzoll. Heute sagen Knigge-Ratgeber, der Trauerrand sei für die Familie vorbehalten.

## Kritik

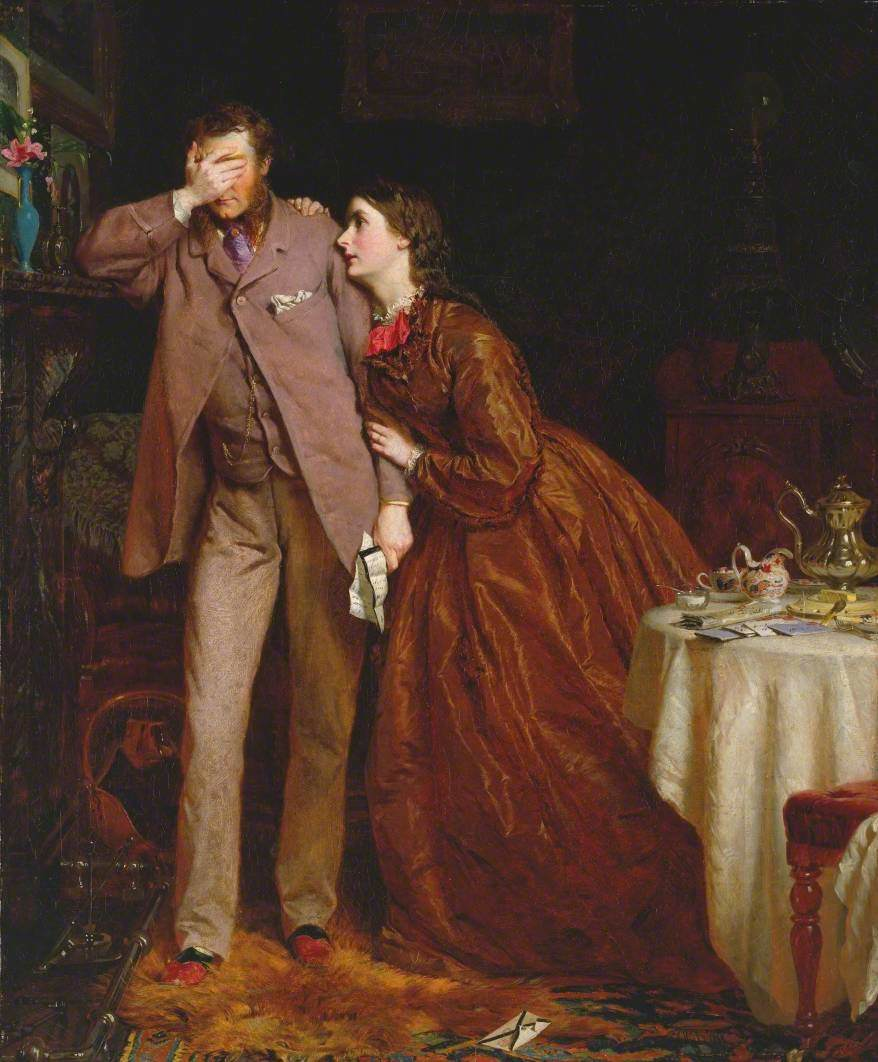
Empfänger eines Trauerbriefs im Gemälde Woman’s Mission: Companion of Manhood von George Elgar Hicks (1863)

Ende des 19. Jahrhunderts gab es Reformbestrebungen in der viktorianischen Trauerkultur. Die 1875 gegründete Church of England Funeral and Mourning Reform Association forderte unter anderem die Abschaffung von Trauerpapier. Gegen den Trauerrand wurden verschiedene Einwände vorgebracht, außerdem wurden alternative Randgestaltungen von Trauerpapier angeboten, die sich jedoch nicht durchsetzten.

### Negative Wirkung
Die Papier-Zeitung kommentierte 1879, Papier mit Trauerrand gehöre zusammen mit dem Sarg zu den Überbleibseln des Heidentums:

„Die es umgebenden schwarzen Ränder werden je nach dem Schmerz dessen, der das Papier benützt, schmäler oder breiter, bis manchmal weniger weiss als schwarz zu sehen ist. Man scheint damit ausdrücken zu wollen, dass der Verlust, den die Vorsehung über uns verhängt hat, uns das Leben verleidet, und dass unsere Gefühle während der Zeit verbittert bleiben, in welcher die Sitte ein Zurschautragen von Trauer verlangt. Wenn man auf solchem Papier an Leute schreibt, die noch in Verzweiflung sind wegen eines eben erlittenen grossen Verlustes, so erhöht man ihren Schmerz, anstatt ihn zu lindern, wie die Freunde sollten.“

Der American Stationer schrieb 1892, Trauerbriefpapier (mourning stationery) sei für viele verletzend und werde daher häufig vermieden. Die Papierindustrie beute das Leid der Trauernden mit der Produktion solcher Waren aus. Die Autorin Marion Harland kritisierte 1905 in ihrem Benimmbuch die Verwendung von Trauerrändern für jegliche Post. Wer einen schwarz umrandeten Brief erhalte, sei besorgt darüber, dass es sich um eine Todesnachricht handeln könnte. Sie empfahl daher, nur die Adresse oder das Monogramm eines Briefs mit schwarzem Rand zu versehen.

### Übermäßige Breite

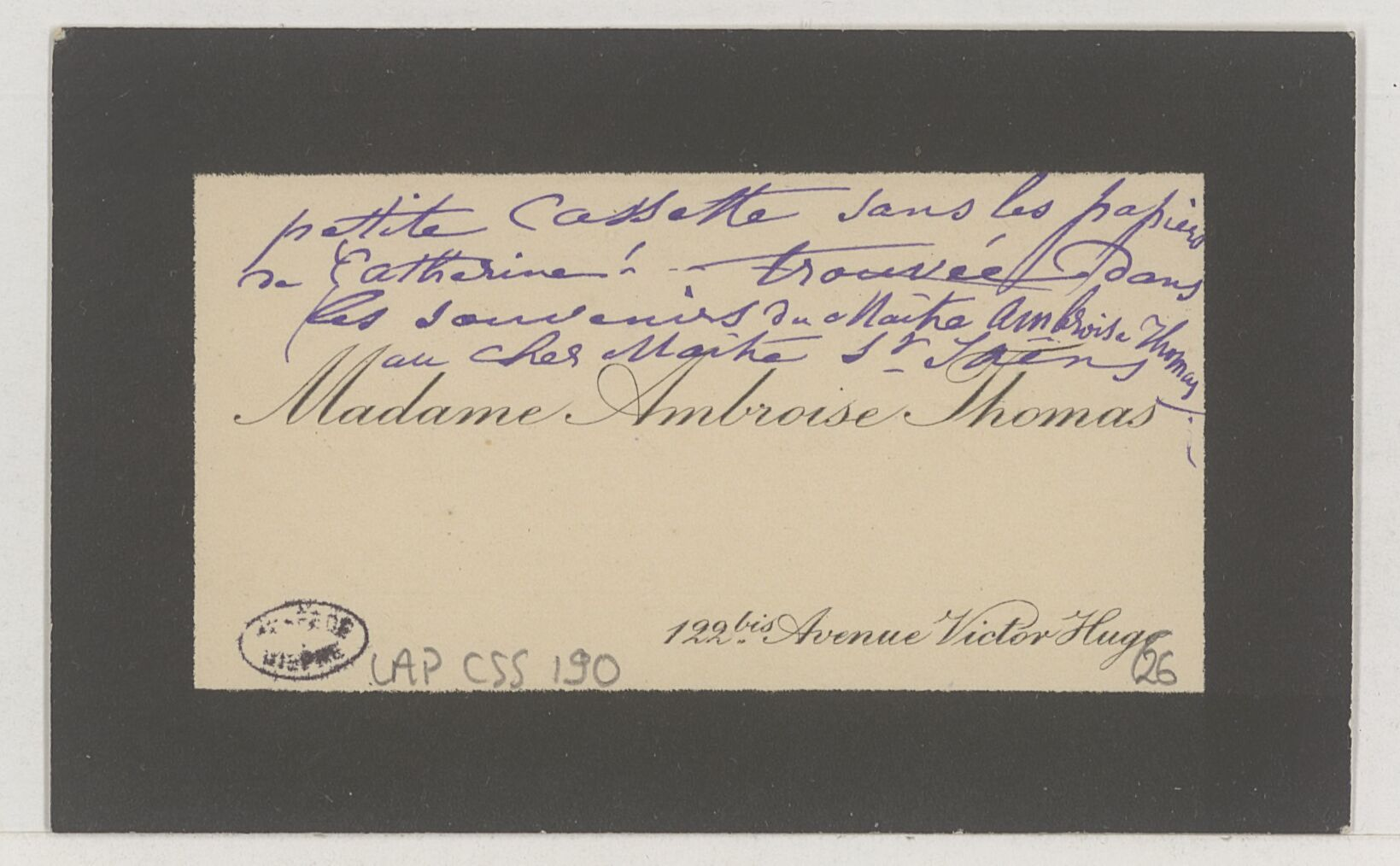
Visitenkarte der Frau des 1896 verstorbenen Ambroise Thomas mit breitem Trauerrand

Verschiedene englischsprachige Benimmbücher rieten von allzu dicken Rändern ab, da sie übertrieben ostentativ oder schlechter Geschmack seien. Ein Autor der britischen Zeitschrift Notes & Queries schrieb 1871:

„Es ist sicher, dass die Trauer und alle Begleiterscheinungen des Leids allmählich weniger stark geworden sind, die Tiefe der schwarzen Ränder auf dem Schreibpapier jedoch zugenommen hat. Wir sehen heute oft Papier für Witwen, das so dick ist, dass kaum noch Platz zum Schreiben bleibt. Ich erinnere mich, im Oktober 1855 in einem Geschäft in Marseille eine völlig schwarze Visitenkarte gesehen zu haben, auf der nur der Name in Weiß gedruckt war! Weiter konnte der düstere Einfallsreichtum der Schreibwarenhändler wohl nicht gehen.“

Als Beispiel für einen übermäßig breiten Rand wurde in den USA das Kondolenzschreiben von Königin Victoria an die Witwe des ermordeten US-Präsidenten Abraham Lincoln genannt, dessen Rand knapp einen Zoll breit war. Ein US-amerikanischer Ratgeber bezeichnete dies als affektiert und gruselig.

### Alternative Gestaltungsversuche
1879 berichtete die Papier-Zeitung über den englischen Schreibwarenhersteller Goodall & Son, der mit seinem japanisch verzierten Trauerpapier eine Alternative zum Trauerrand vorgestellt habe. Das Produkt Japanesque Mourning Stationery wurde beworben als „elegante Neuheit, die das altmodische und kunstlose schwarz umrandete Papier ablöst“.
1890 machte der Londoner Hersteller John Dickinson & Co. mit der Produktlinie Court Mourning Stationery den Versuch, den Trauerrand durch ein in der linken oberen Ecke des Papiers platziertes Dreieck zu ersetzen. Dies setzte sich jedoch nicht durch. Der American Stationer berichtete 1891 über positive Reaktionen in der englischen Presse, gab aber auch eine satirische Replik wieder, der zufolge ein Code von Signalen entwickelt werden solle: Unten rechts mit Spitze nach oben könne das Dreieck den Tod des „schwarzen Schafs“ der Familie ausdrücken; in der gegenüberliegenden Ecke jenen des Familienoberhaupts; ein gewellter Rand könnte den Tod eines jungen Mädchens bedeuten, eine Raute den einer Witwe.

Werbeanzeigen für Trauerpapier mit neuer Gestaltung
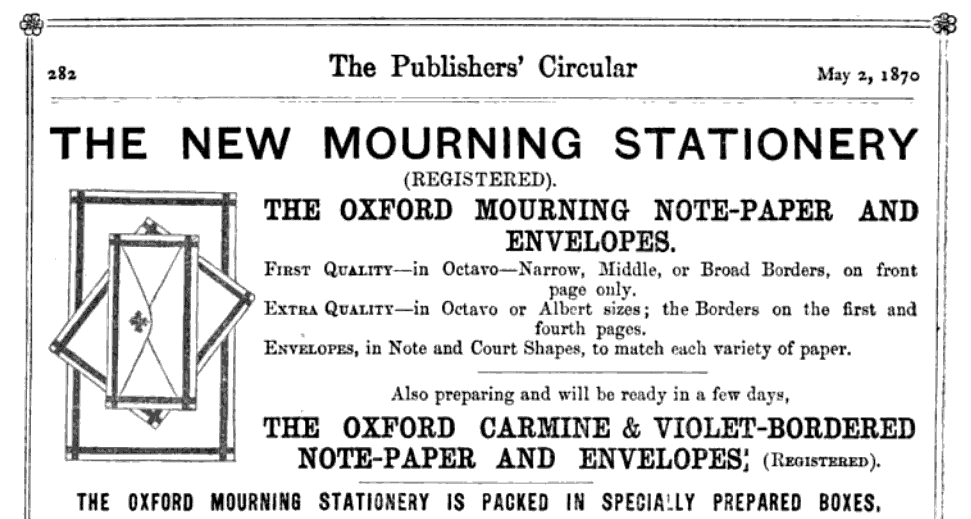
Oxford Mourning Stationery mit abgesetztem Rand (1870)
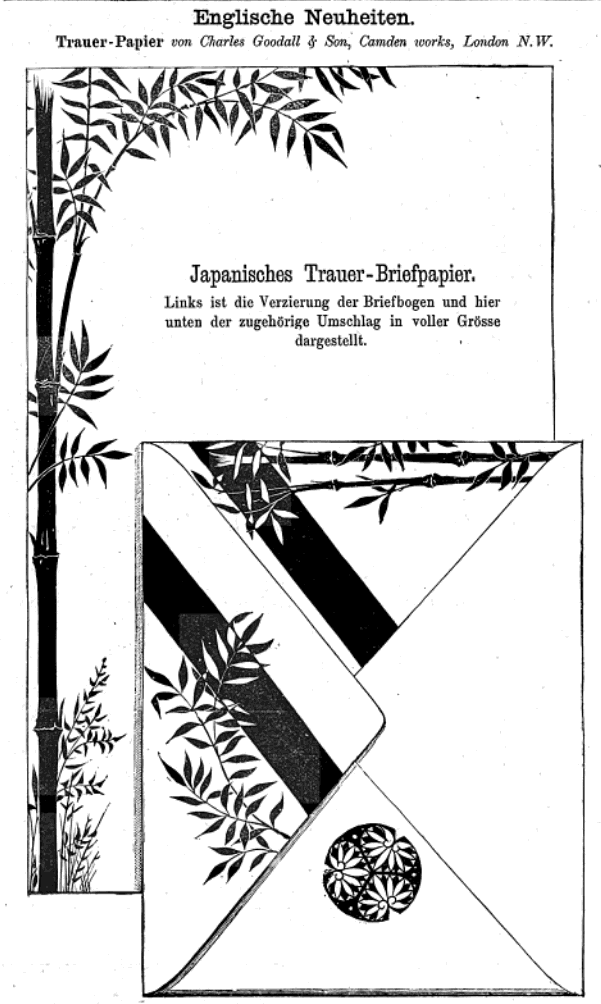
Japanesque Mourning Stationery mit Ornamenten (1879)
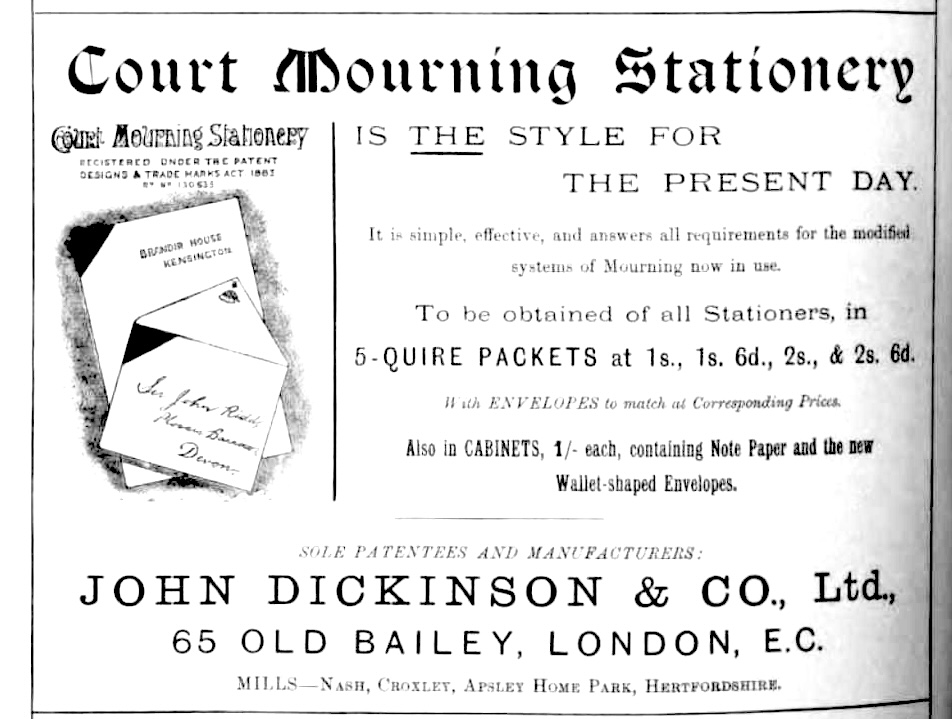
Court Mourning Stationery mit Dreieck (1892)

## In Literatur und Kunst

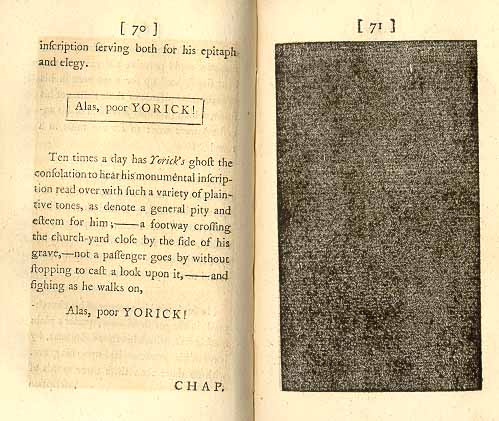
Schwarzer Rahmen in Laurence Sternes Roman Leben und Ansichten von Tristram Shandy, Gentleman (1759)

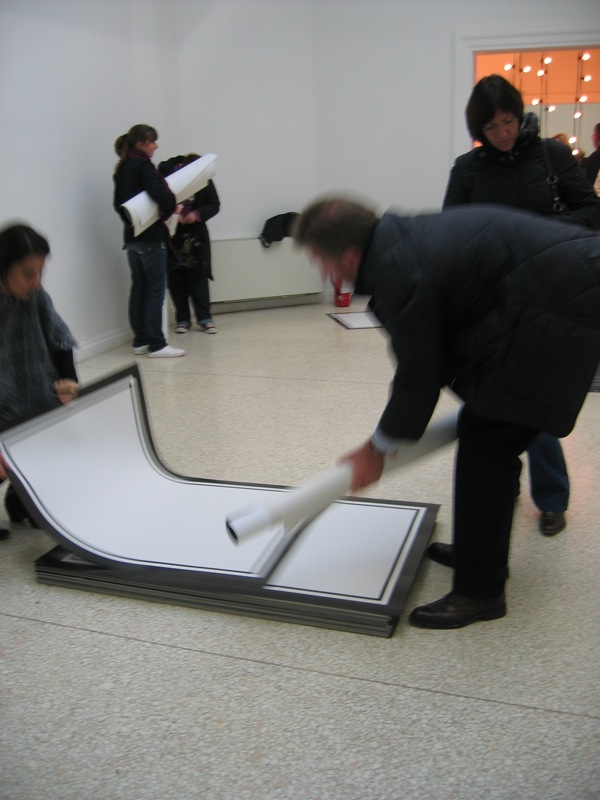
Besucher des amerikanischen Pavillons der Kunstbiennale Venedig nehmen Drucke vom Stapel der Installation Untitled (The Republican Years) von Félix González-Torres (2007)

In Laurence Sternes Roman Leben und Ansichten von Tristram Shandy, Gentleman (1759) ist der Satz “Alas, poor Yorick!” in einem schwarzen Rahmen gedruckt, womit der Ich-Erzähler den Tod des Pastors Yorick betrauert. Dies spielt laut der Literaturwissenschaftlerin Helen Williams auf die Praxis englischer Zeitungen an, den Tod von Monarchen mit schwarzen Rahmen anzuzeigen, die symbolisch für den Sarg stehen.
Nach dem Tod des Philosophen Theodor Gomperz 1912 veröffentlichte der Wiener Buchhändler Hugo Heller in der Neuen Freien Presse eine mit Trauerrand versehene Reklameanzeige für dessen Bücher. Der Satiriker Karl Kraus reagierte mit einem Gedicht in seiner Zeitschrift Die Fackel:
Fängt so der Tod an? Im Annoncenteil?

Dahin denn kommt man?

Ein Friedhof, wo Bestattung Leichenschändung ist!

Nichts als Gewinnsucht steht um diese Särge.

Ob Feuer oder Erd’ — zuerst die Zeitung!

Und wieder einen haben sie dahin getragen.

Und wieder einen.

Ein Trauerrand trennt doch den Tod vom Geld:

es kommt zum Rand, doch nicht zum Tode.
In Peter Handkes Gedicht Der Rand der Wörter 2 (1968) heißt es:
Wo der Rand der Wörter sein sollte, fängt trockenes Laub

an den Rändern zu brennen an, und die Wörter krümmen

sich unendlich langsam in sich selber:

„Diese Trauerränder!“

Dieser Rand der Trauer.
Der kubanisch-US-amerikanische Installationskünstler Félix González-Torres schuf vor der Präsidentschaftswahl in den Vereinigten Staaten 1992 die Arbeit Untitled (The Republican Years). Sie besteht aus einem Stapel großformatiger weißer Blätter (138 × 98 cm), die mit doppeltem Trauerrand bedruckt sind und vom Publikum mitgenommen werden können. Der Titel bezieht sich auf die Ära des republikanischen Präsidenten George Bush.

## Galerie

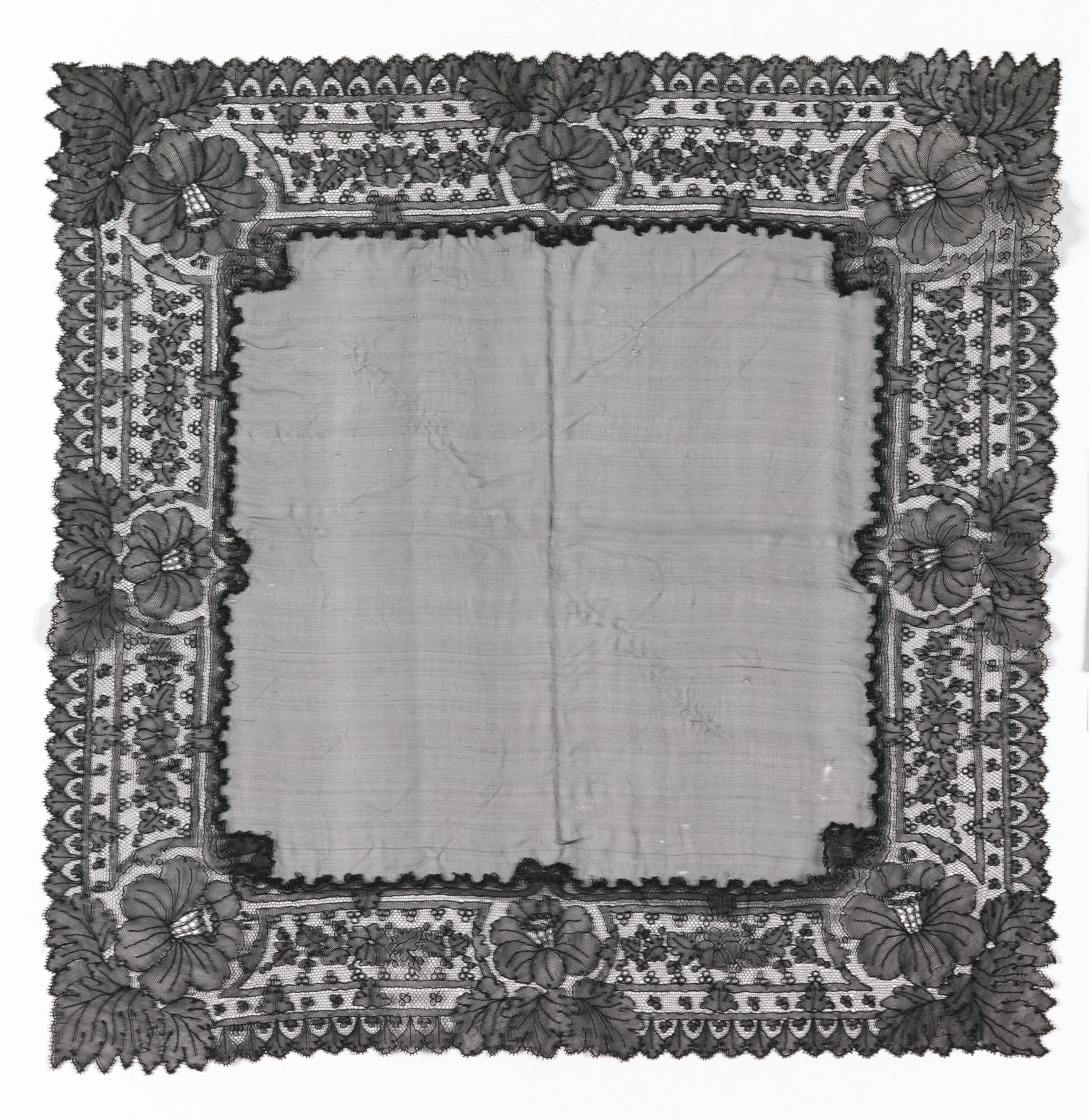
Trauertaschentuch (Frankreich, 19. Jahrhundert)
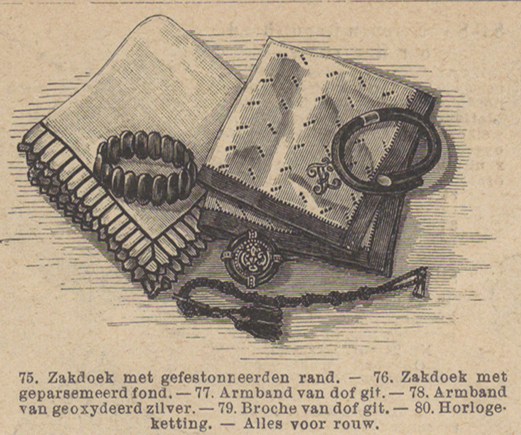
Trauertaschentücher in der Zeitschrift De Bazaar (1887)
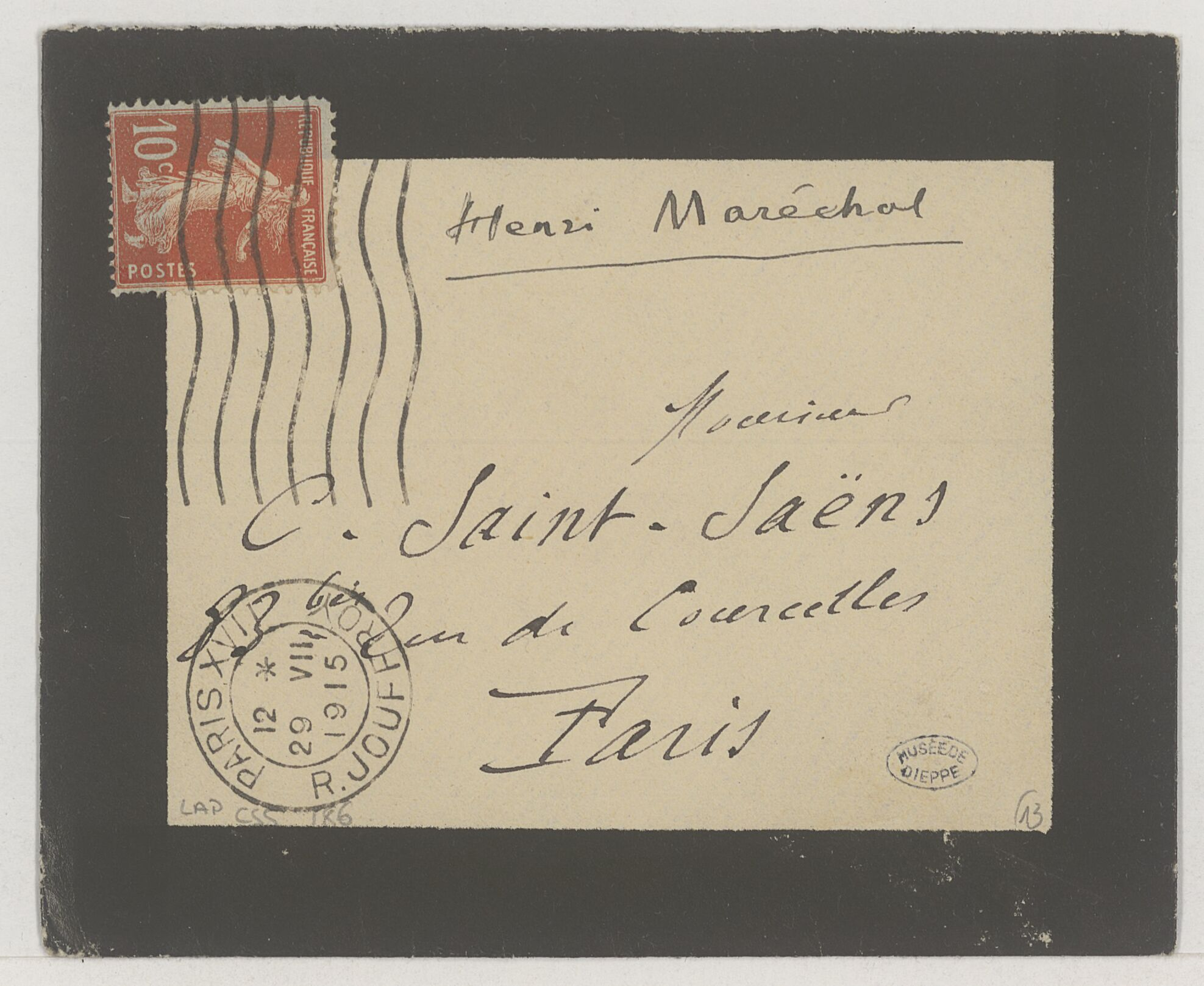
Briefumschlag an Camille Saint-Saëns mit sehr breitem Rand (1915)
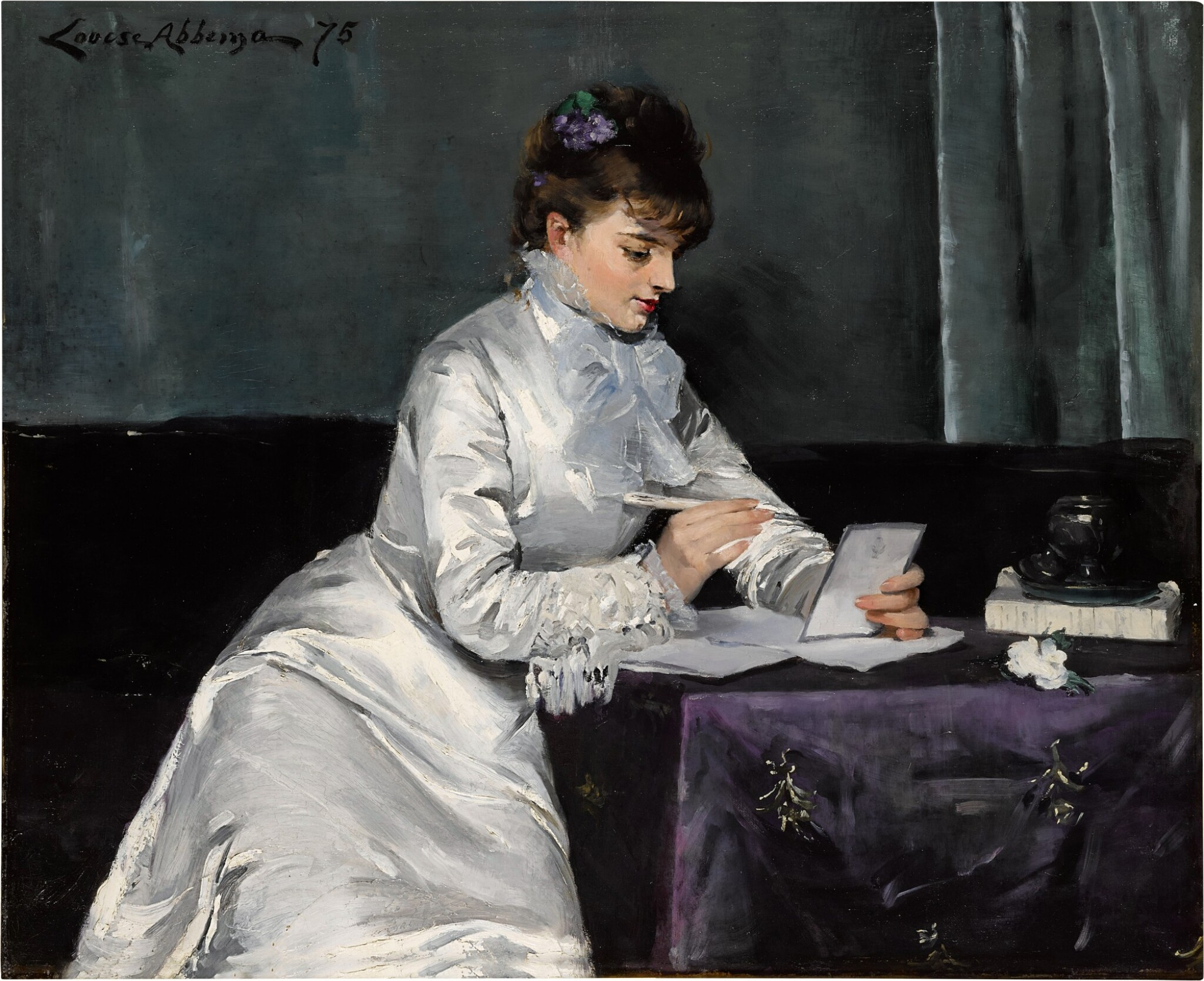
Die Schauspielerin Renée Delmas de Pont-Jest beantwortet einen Brief mit Rand auf randlosem Papier in einem Porträt von Louise Abbéma (1875)
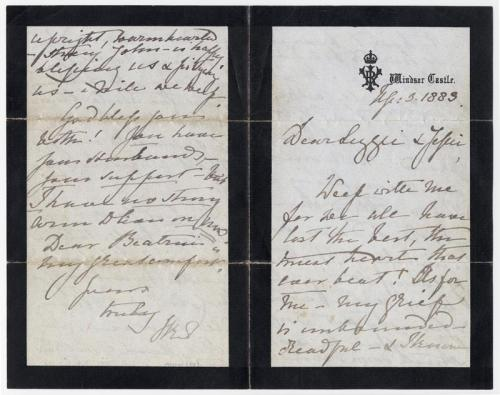
Kondolenzschreiben von Königin Victoria mit breitem Rand (1883)
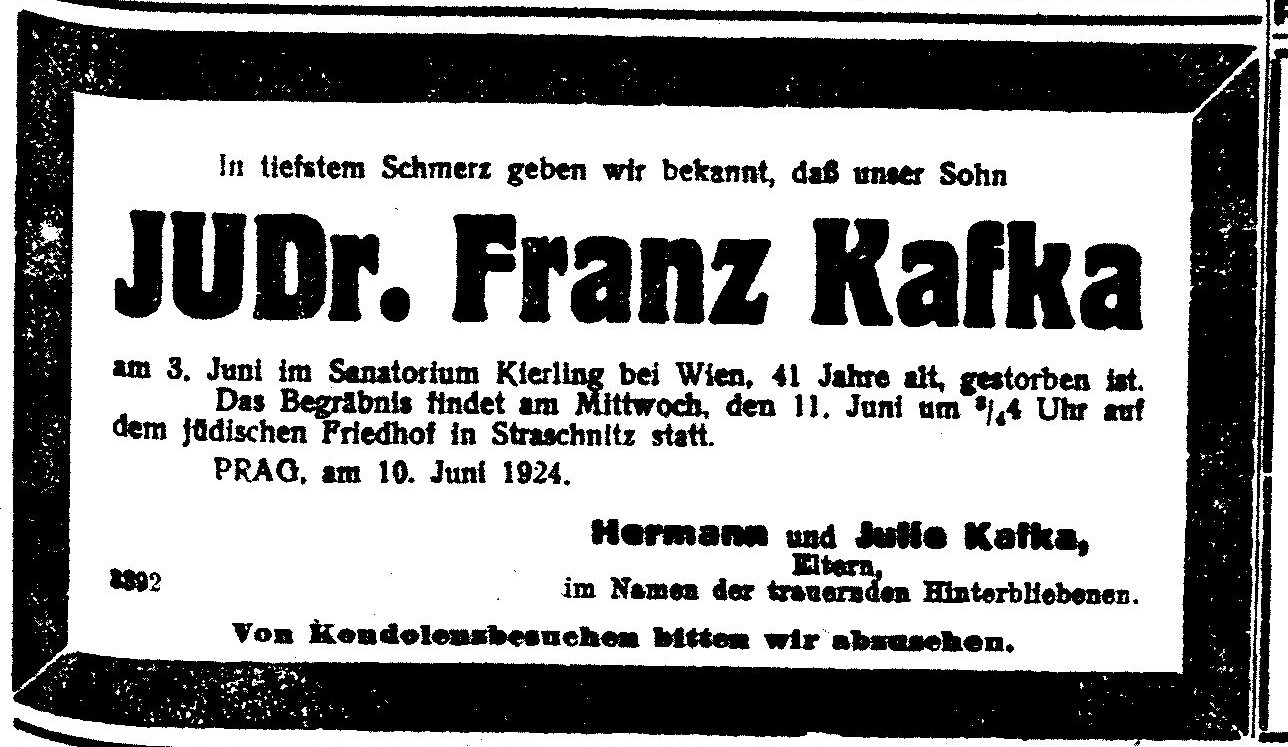
Todesanzeige von Franz Kafka (1924)
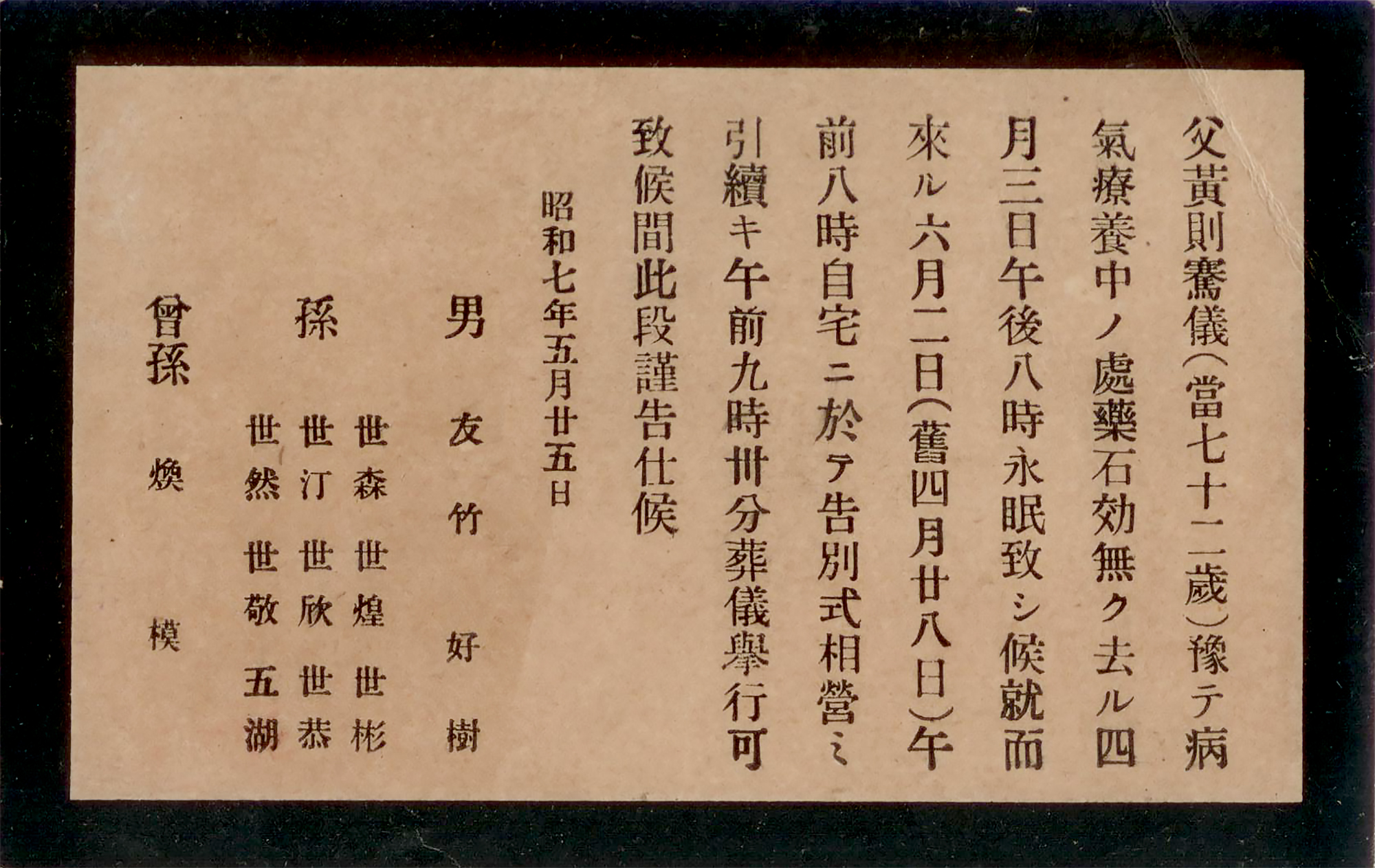
Nachruf (Taiwan, 1932)
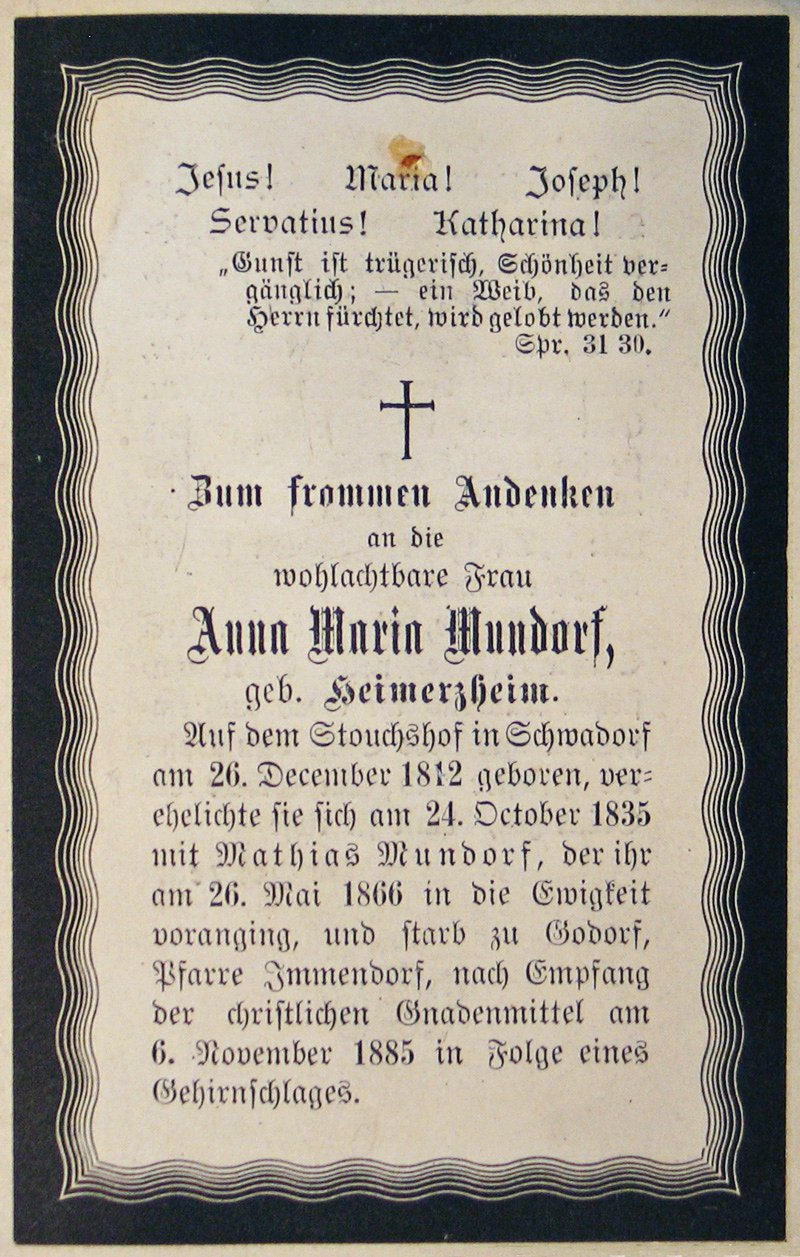
Totenzettel mit verziertem Trauerrand (Rheinland, 1885)
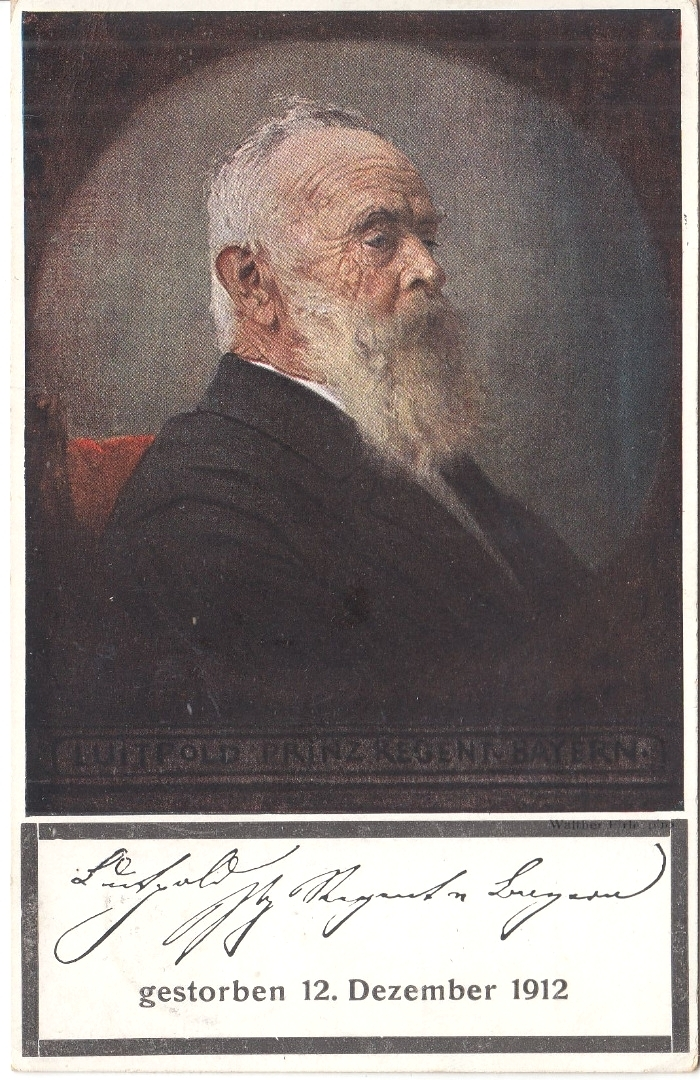
Trauerpostkarte für Prinzregent Luitpold (Bayern, 1912)
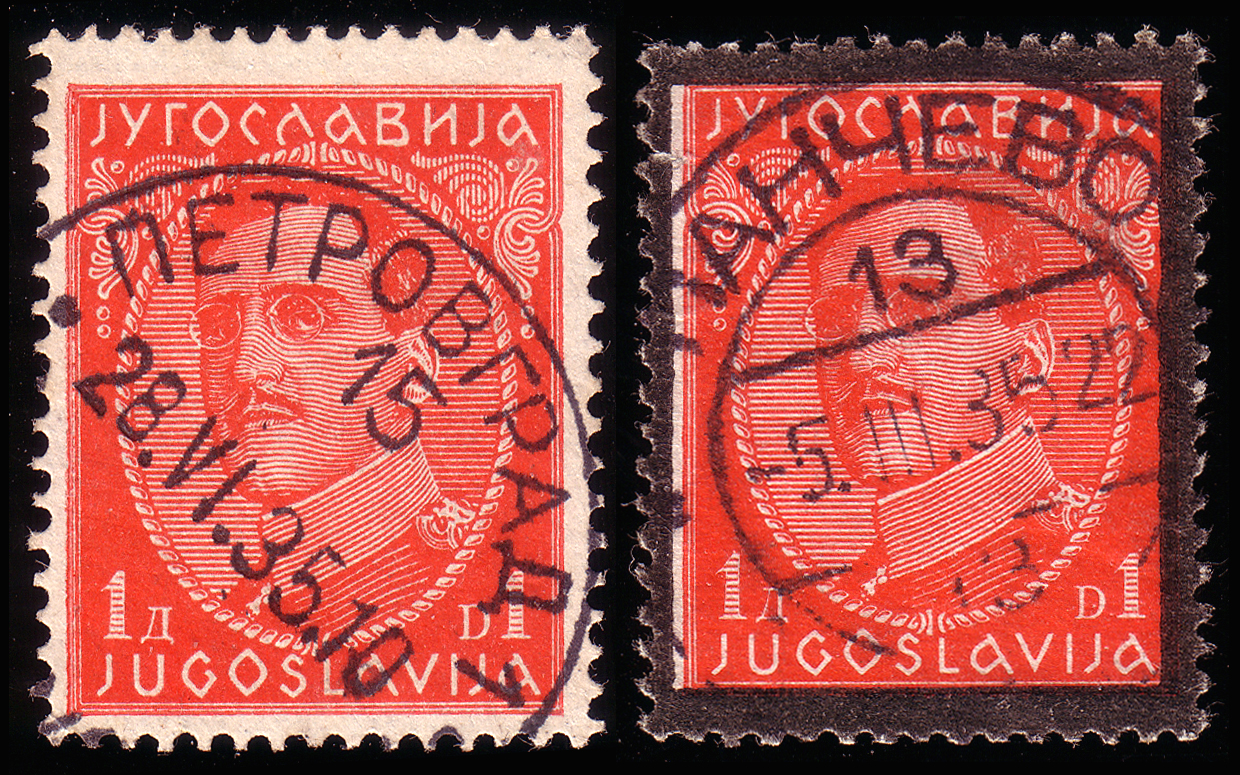
Jugoslawische Briefmarke nach dem Tod von Alexander I., nachträglich mit Trauerrand bedruckt (1934)
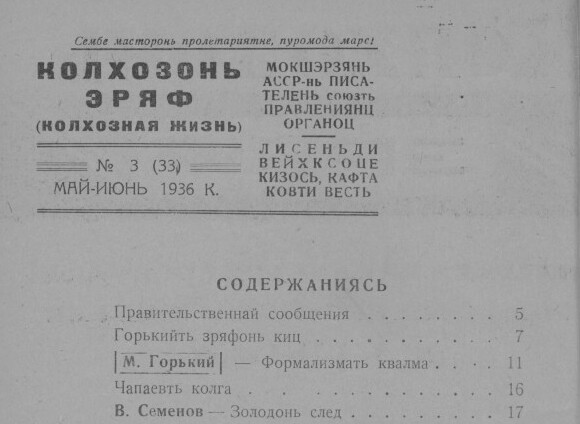
Inhaltsverzeichnis einer mokschanischen sowjetischen Zeitschrift, der Name Maxim Gorkis ist mit Trauerrahmen umrandet (1936)
Karikatur Der gefesselte Prometheus mit dem an eine Druckerpresse geketteten Karl Marx und einer leeren Ausgabe seiner eingestellten Rheinischen Zeitung mit schwarzem Rand (1843)
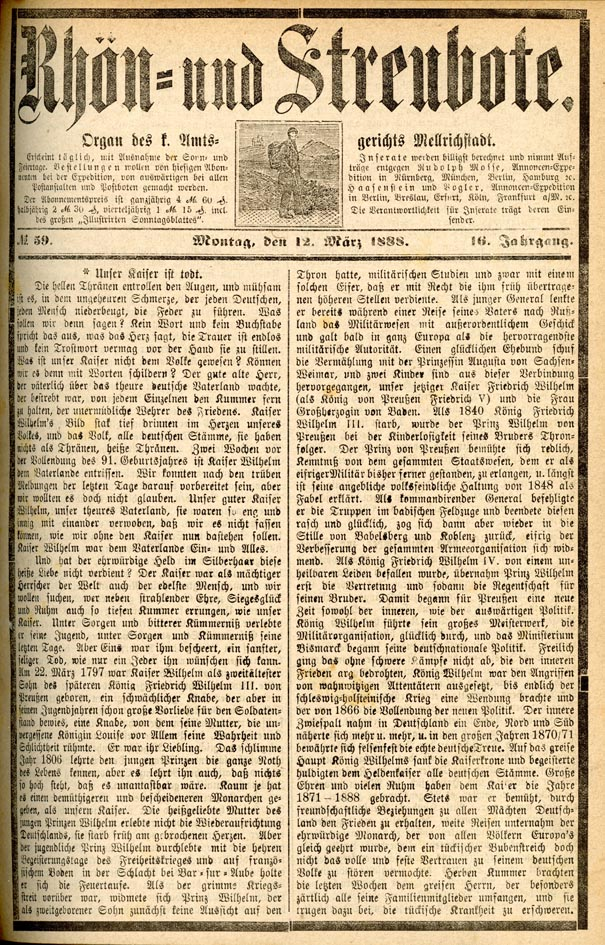
Rhön- und Streubote nach dem Tod von Kaiser Wilhelm I. (1888)
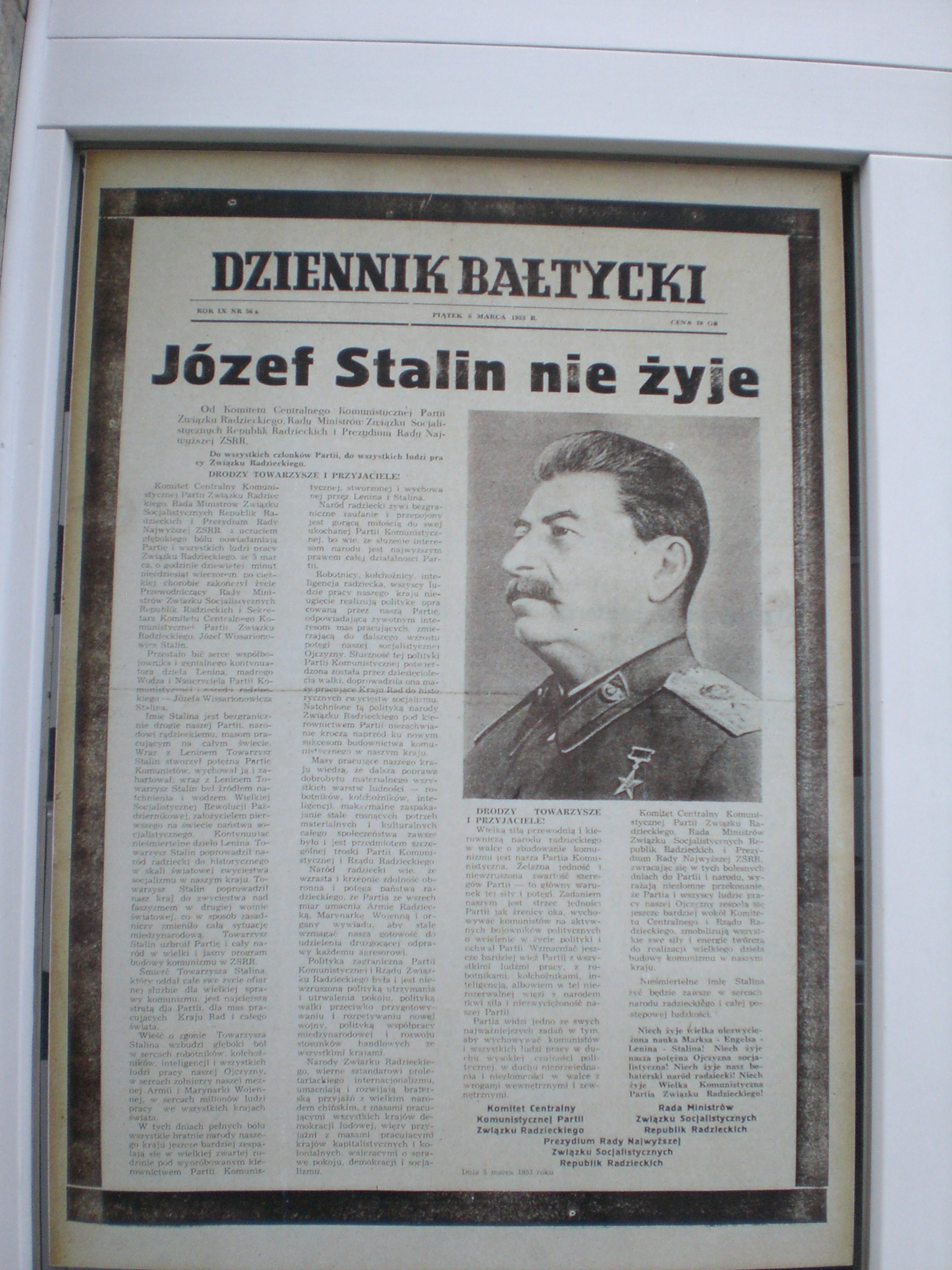
Polnische Zeitung nach dem Tod von Josef Stalin (1953)
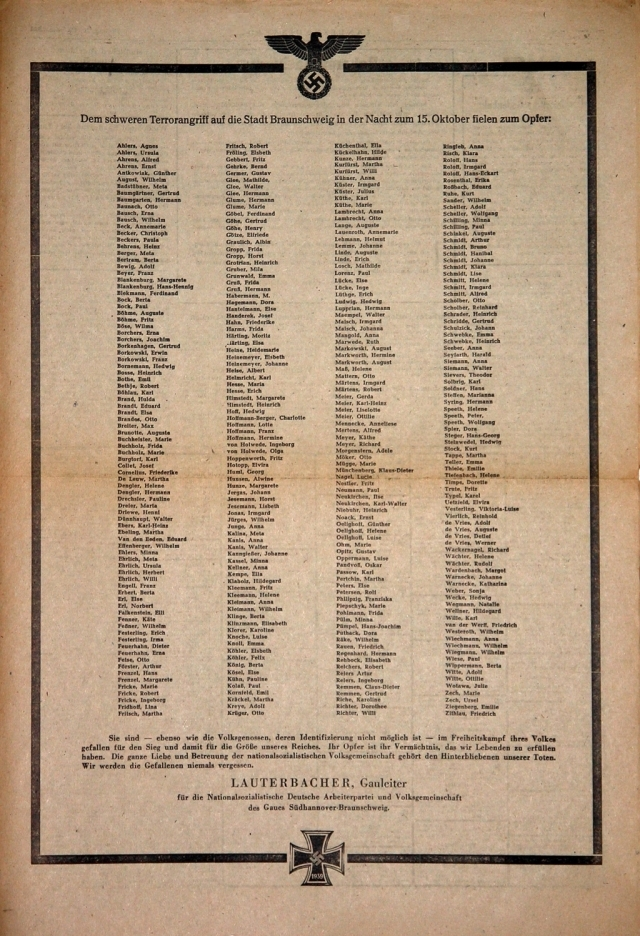
Todesanzeige der Braunschweiger Tageszeitung mit Namen der Opfer des Bombenangriffs auf die Stadt am 15. Oktober 1944

## Umgangssprachliche Verwendung

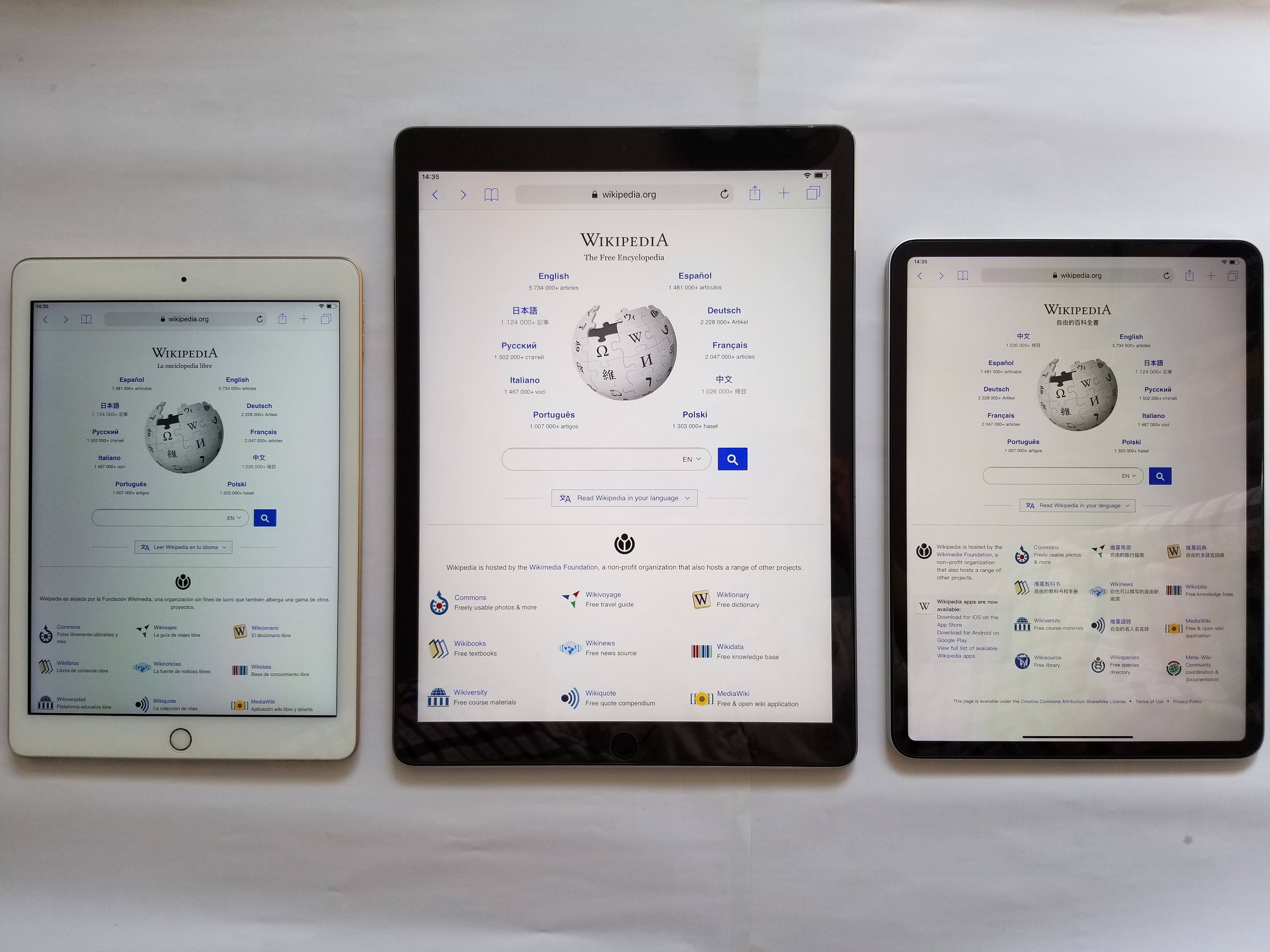
Tablets mit unterschiedlich dicken Rändern außerhalb der Bildschirme

Umgangssprachlich beziehungsweise im übertragenen Sinn werden auch schmutzige Finger- und Fußnägel als Trauerränder bezeichnet, ebenfalls Warnhinweise auf Zigarettenpackungen und baubedingte Ränder um Bildschirme (englisch: bezel).